# 阿比芭·阿布扎基诺娃
阿比芭·阿布扎基诺娃（1997年7月4日—），哈萨克斯坦女子柔道运动员，2021年亚洲柔道锦标赛女子48公斤级银牌得主、2022年亚洲柔道锦标赛女子48公斤级银牌得主、2022年世界柔道锦标赛女子48公斤级铜牌得主、2022年亚洲运动会女子48公斤级银牌得主。